# Asobi Asobase
Asobi Asobase (jap. あそびあそばせ) ist eine Manga-Serie von Rin Suzukawa, die seit 2015 in Japan erscheint. Die Comedy-Serie dreht sich um die Alltagserlebnisse dreier Schülerinnen in ihrem Spiele-Klub und wurde 2018 mehrfach als Anime-Fernsehserie adaptiert.

## Inhalt
Die energiegeladene Hanako Honda kann ihre Mitschülerinnen Olivia und Kasumi Nomura dazu drängen, gemeinsam einen Spiele-Klub zu gründen. Olivia ist in Japan aufgewachsen und ihre Mitschüler nehmen an, das sie amerikanische Eltern hat. Sie tut daher gegenüber allen so als könne sie kaum Japanisch und sei eine Austauschschülerin. Gegenüber ihren neuen Freundinnen fliegt das bald auf. Kasumi ist zwar gut in Spielen, hasst diese aber eigentlich, weil sie als kleines Kind immer gegen ihre große Schwester verloren hat und dafür von ihr geärgert wurde. Gemeinsam verbringen sie im Klub ihre freie Zeit, spielen Geschicklichkeitsspiele oder ähnliche einfache Spiele mit ihren Händen, oder überlegen sich andere Freizeitbeschäftigungen. Ihr Klub wird offiziell nicht anerkannt, aber von der Schülerpräsidentin geduldet. In ihrer Englischlehrerin, die nach jahrzehntelangem Singledasein verzweifelt einen Mann sucht, finden die drei Freundinnen eine Klub-Betreuerin.

## Veröffentlichung
Ein Pilotkapitel erschien am 1. Mai 2015 im Magazin Young Animal Arashi (Ausgabe 6/2015). Die reguläre Serienveröffentlichung begann dann am 26. Juni 2015 im Online-Magazin Young Animal Densi, die im August 2017 durch das Portal Manga Park ersetzt wurde. Seit dem 25. November 2016 (No. 23/2016) wird die Serie auch im Printmagazin Young Animal veröffentlicht. Der Hakusensha-Verlag brachte die Kapitel auch in bisher (Stand: März 2020) neun Sammelbänden heraus.

## Anime-Adaption
Zum Manga entstand 2018 eine Anime-Adaption für das japanische Fernsehen. Bei der Produktion von Studio Lerche führte Seiji Kishi Regie. Hauptautor war Yūko Kakihara. Das Charakterdesign stammt von Keiko Kurosawa. Die Erstausstrahlung lief bei AT-X vom 8. Juli bis 23. September 2018, sowie mit bis zu drei Tagen Versatz auch auf Tokyo MX, KBS Kyōto, BS11, Sun Television und TV Aichi. Eine englische Fassung wurde von Animax Asia gezeigt und die Online-Plattform Crunchyroll veröffentlichte den Anime unter anderem mit deutschen und englischen Untertiteln.

### Synchronisation
| Rolle         | Japanische Stimme |
| ------------- | ----------------- |
| Hanako Honda  | Hina Kino         |
| Kasumi Nomura | Konomi Kohara     |
| Olivia        | Rika Nagae        |

### Musik
Die Musik der Serie komponierte Masato Kōda. Der Vorspanntitel ist Three Piece (スリピス Suripisu) und das Abspannlied Inkya Impulse (インキャインパルス Inkya Imparusu), beide gesungen von Hina Kino, Rika Nagae und Konomi Kohara.